# Centrale Organisatie van Voetbal Scheidsrechters
De Centrale Organisatie van Voetbal Scheidsrechters of kortweg COVS is de landelijke, overkoepelende organisatie van scheidsrechtersverenigingen binnen Nederland, opgericht op 29 mei 1932. De COVS is opgebouwd uit verschillende verenigingen uit het hele land. Op 1 januari 2020 zijn er 57 scheidsrechtersverenigingen bij de COVS aangesloten waarvan scheidsrechtersvereniging Enschede en Omstreken de oudste is. Deze verenigingen zijn er voor de scheidsrechters en hebben verschillende functies. Bij de verenigingen is meestal een conditietrainer actief, die trainingen geeft aan de scheidsrechters. Verder worden er spelregeltesten gehouden, om de spelregelkennis op peil te houden. Tevens kunnen mensen vanuit de vereniging scheidsrechters steunen in arbitragezaken van de KNVB. Verder worden er voetbaltoernooien en spelregelwedstrijden voor scheidsrechters georganiseerd. Naast spelregelwedstrijden voor scheidsrechters organiseert de COVS ook spelregelwedstrijden voor jeugdvoetbalteams.
Als overkoepelende organisatie van scheidsrechtersverenigingen behartigt de COVS ook de belangen van de Nederlandse voetbalscheidsrechters. Daartoe is de COVS ook vertegenwoordigd in verschillende werkgroepen en commissies van de KNVB op het gebied van zowel veld- als zaalvoetbal.
Tot 2020 gaf de COVS het (papieren en later digitale) blad De Scheidsrechter uit. Sinds 2007 heeft de COVS een website die de functie van het blad heeft overgenomen.

## Verenigingen
- Scheidsrechtersvereniging Kring 's-Hertogenbosch (COVS Den Bosch)
- Scheidsrechtersvereniging Alkmaar (SV Alkmaar)
- Scheidsrechtersvereniging Almelo (SAO Almelo)
- Scheidsrechtersvereniging Amersfoort (COVS Amersfoort)
- Scheidsrechtersvereniging Amsterdam (SVA Amsterdam)
- Scheidsrechtersvereniging Apeldoorn (SAO Apeldoorn)
- Scheidsrechtersvereniging Arnhem (COVS Arnhem)
- Scheidsrechtersvereniging Brabant-Zuidoost (SV Brabant-Zuidoost)
- Voetbalscheidsrechtersvereniging Breda (COVS Breda)
- Haagse Scheidsrechters Vereniging (HSV)
- Scheidsrechtersvereniging Deventer (DSV&O)
- Scheidsrechtersvereniging Doetinchem (SDO Doetinchem)
- Scheidsrechtersvereniging Drachten (COVS Drachten)
- Scheidsrechtersvereniging Enschede (SEO)
- Scheidsrechtersvereniging Drachten (COVS Drachten)
- Gorinchemse Scheidsrechtersvereniging (COVS Gorinchem)
- Scheidsrechtersvereniging Gouda (COVS Gouda)
- Scheidsrechtersvereniging Groningen (COVS Groningen)
- Haarlemse Scheidsrechtersvereniging (COVS Haarlem)
- Scheidsrechtersvereniging Helmond (SV Helmond)
- Scheidsrechtersvereniging 't Gooi (COVS 't Gooi)
- Scheidsrechtersvereniging Horst-Venray (COVS Horst-Venray)
- COVS HZO Drenthe (COVS HZO Drenthe)
- Scheidsrechtersvereniging de Langstraat (COVS de Langstraat)
- Scheidsrechters Vereniging Leiden en Omstreken (COVS Leiden)
- Scheidsrechtersvereniging Meppel en Omstreken (SMO Meppel)
- Scheidsrechtersvereniging de Mijnstreek (sv De Mijnstreek)
- Scheidsrechtersvereniging Noord- en Zuid-Beveland (SVNZB)
- Scheidsrechtersvereniging Noord Oost Twente (SV NOT)
- Scheidsrechtersvereniging Noord- en West-Friesland (NWF)
- Scheidsrechtersvereniging Nijverdal (SNO Nijverdal)
- Scheidsrechtersvereniging Oldambt & Veenkoloniën  (COVS SOV)
- COVS Oss-Uden e.o.  (COVS Oss-Uden)
- Scheidsrechtersvereniging Roermond e.o. (COVS Roermond)
- Scheidsrechtersvereniging Rotterdam (RSV)
- Scheidsrechtersvereniging Schagen-Den Helder (SV Schagen-Den Helder)
- Scheidsrechtersvereniging Tilburg (COVS Tilburg)
- Scheidsrechtersvereniging Utrecht (SVDU)
- Scheidsrechtersvereniging Venlo (SVO Venlo)
- Vlaardingse Scheidsrechtersvereniging (VSV Vlaardingen)
- Scheidsrechtersvereniging Walcheren (COVS Walcheren)
- Scheidsrechtersvereniging Weert (COVS Weert)
- Scheidsrechtersvereniging Winterswijk (SWO Winterswijk)
- Scheidsrechtersvereniging Zutphen (SZO Zutphen)
- Scheidsrechtersvereniging Zwolle en omstreken (SZO)